# Jacquiniella equitantifolia
Jacquiniella equitantifolia là một loài thực vật có hoa trong họ Lan. Loài này được (Ames) Dressler mô tả khoa học đầu tiên năm 1966.